# Filipijnse peso
De peso is de munteenheid van de Filipijnen. Eén peso/piso is honderd centavo/sentimo. 
Het officiële valutasymbool is ₱, een P met een dubbele schuine streep (in sommige lettertypen ook weergegeven als een P met een enkele schuine streep of in het algemeen gewoon als een P).
De volgende munten worden gebruikt: 1, 5, 25 centavo en 1, 5, 10 en 20 peso. Het papiergeld is beschikbaar in 20, 50, 100, 200, 500 en 1000 peso. Zowel munten als bankbiljetten worden geproduceerd en uitgegeven in opdracht van de Bangko Sentral ng Pilipinas.
| Waarde (S/.) | Kleur | Voorzijde                                           | Achterzijde                                          | Afmetingen  | Datum van uitgifte |
| ------------ | ----- | --------------------------------------------------- | ---------------------------------------------------- | ----------- | ------------------ |
| 20 PHP       |       | Manuel Quezon                                       | Rijstterrassen van Banaue, Loewak                    | 160 × 66 mm | 17 december 2010   |
| 50 PHP       |       | Sergio Osmeña                                       | Taalmeer, Caranx ignobilis                           | 160 × 66 mm | 17 december 2010   |
| 100 PHP      |       | Manuel Roxas                                        | Mayon-vulkaan, Walvishaai                            | 160 × 66 mm | 17 december 2010   |
| 200 PHP      |       | Diosdado Macapagal                                  | Chocolate Hills, Filipijns spookdier                 | 160 × 66 mm | 17 december 2010   |
| 500 PHP      |       | Corazon Aquino, Benigno Aquino jr.                  | Puerto Princesa Subterranean River, Blauwnekpapegaai | 160 × 66 mm | 17 december 2010   |
| 1000 PHP     |       | José Abad Santos, Vicente Lim, Josefa Llanes-Escoda | Tubbataha-riffen, Pinctada maxima                    | 160 × 66 mm | 17 december 2010   |